# مجلس نواب الشعب (تونس)
مجلس نواب الشعب التونسي هو الغرفة السفلى من البرلمان التونسي المتكون من غرفتين، تم تأسيسه في تونس في 2014 اعتمادا على دستور 2014 الذي حرره المجلس الوطني التأسيسي التونسي المنتخب في 2011 بعد الثورة التونسية كما تم اعتماده أيضا في الدستور الجديد عام 2022. أولى انتخابات في هذا المجلس هي الانتخابات التشريعية 2014 المنعقدة في 26 أكتوبر 2014.

المدة النيابية الثالثة للمجلس انطلقت يوم 13 مارس 2023 بأمر رئاسي من قيس سعيد.

## السياق التاريخي
بين 17 ديسمبر 2010 و14 يناير 2011، شهدت البلاد الثورة التونسية التي أطاحت بالرئيس زين العابدين بن علي ونظامه ومنهم البرلمان التونسي الذي يتكون أنذاك من مجلس المستشارين ومجلس النواب، لذلك تم حل المجلسين وأخذت الهيئة العليا لتحقيق أهداف الثورة والإصلاح السياسي والانتقال الديمقراطي المهام التشريعية وأسست الهيئة العليا المستقلة للانتخابات التي أشرفت لاحقا على انتخابات المجلس الوطني التأسيسي في 23 أكتوبر 2011 والذي تسلم المهام التشريعية وأكمل مهمته الرئيسية وهو الدستور الجديد في 26 يناير 2014، وبعد ذلك انتخب أعضاء هيئة الانتخابات الجديدة التي أشرفت على الانتخابات التشريعية في 26 أكتوبر والانتخابات الرئاسية في 23 نوفمبر من نفس السنة. هذه الانتخابات هي الثانية بعد الثورة والأولى بعد الدستور الجديد.

### تجميد عمل المجلس وحله لأول مرة
في 25 يوليو 2021، أصدر الرئيس التونسي قيس سعيد أمرا رئاسيا يقضي بتجميد عمل واختصاصات المجلس النيابي (البرلمان) لمدّة 30 يوما ورفع الحصانة عن جميع نوابه لأول مرة في تاريخ البلاد. وكان ذلك لأسباب عديدة تدور حول الأزمة السياسية التونسية. يوم 23 أغسطس 2021، أعلن الرئيس قيس سعيد تمديد التدابير الاستثنائية الخاصة بتعليق عمل البرلمان، ورفع الحصانة عن أعضائه حتى «إشعار آخر». وفي 13 ديسمبر 2021، أعلن سعيد عن استمرار تعليق اختصاصات المجلس حتى تنظيم انتخابات تشريعية جديدة في 17 ديسمبر 2022.
في 29 يوليو 2021، أصدر الرئيس قيس سعيد أمرا رئاسيا يقضي بتكليف الكاتب العام لمجلس نواب الشعب عادل الحنشي بتصريف الأعمال الإدارية والمالية للمجلس. وفي 30 مارس 2022، أعلن الرئيس قيس سعيد حل البرلمان بعد ساعات من إصدار مجلس النواب «المجمد» القانون عدد 1 لسنة 2022 والمتعلق بإلغاء الاجراءات الاستثنائية.

## النظام والمهام

### الانتخابات
تكون انتخابات مجلس نواب الشعب عامة، حرة، مباشرة وسرية حسب دستور 2022 في فصله الستين.
- 26 أكتوبر 2014: أول انتخابات لمجلس نواب الشعب.
- 6 أكتوبر 2019: ثاني انتخابات لمجلس نواب الشعب.
- 17 ديسمبر 2022 - 29 يناير 2023: ثالث انتخابات لمجلس نواب الشعب.

### المهام
حسب دستور تونس 2014 (انتهى العمل به) فإن:

مجلس نواب الشعب هو السلطة التشريعية في البلاد، مقره تونس العاصمة، وله في الظروف الاستثنائية أن يغير مكانه في كامل الجمهورية التونسية. ينتخب المجلس لمدة خمس سنوات. يمكن لمجلس نواب الشعب تكوين لجان تحقيق، وتقديم مقترحات قوانين، ومن مهامه المصادقة على مشاريع القوانين، والمصادقة على المعاهدات، تنظيم الحياة العامة في الدولة، المصادقة على الحكومة وأعضائها، والمصادقة على قانون المالية والميزانية، وكذلك رفع الحصانة على أحد النواب.
ووفق ما ذكره دستور تونس 2022 فقد حافظ المجلس على نفس مهامه مع إلغاء صفته كـ«سلطة تشريعية» واعتباره وظيفة تشريعية يقتسمها مع المجلس الوطني للجهات والأقاليم المُستحدث وبإشراف من رئيس الجمهورية.

### النظام الداخلي
في 2 فبراير 2015، صادق مجلس نواب الشعب على أول نظام داخلي له بعد حل مجلس النواب السابق وإلغاء نظامه. وفي 25 يوليو 2021، اندلعت أزمة سياسية بين برلمان 2019 والرئيس قيس سعيد فجرى حل المجلس، ثم انتخب مجلس نواب جديد عام 2023 وصادق على نظامه الداخلي الجديد بتاريخ 28 أبريل 2023.

## المكتب

### رؤساء مجلس نواب الشعب
| الصورة    | الاسم                      | الحزب     | الحزب       | بداية العهدة   | نهاية العهدة   |
| --------- | -------------------------- | --------- | ----------- | -------------- | -------------- |
|           | محمد الناصر                |           | نداء تونس   | 4 ديسمبر 2014  | 25 يوليو 2019  |
|           | عبد الفتاح مورو (بالنيابة) |           | حركة النهضة | 25 يوليو 2019  | 13 نوفمبر 2019 |
|           | راشد الغنوشي               |           | حركة النهضة | 13 نوفمبر 2019 | 30 مارس 2022   |
| منصب شاغر | منصب شاغر                  | منصب شاغر | منصب شاغر   | 30 مارس 2022   | 13 مارس 2023   |
|           | إبراهيم بودربالة           |           | مستقل       | 13 مارس 2023   |                |

### المكتب

إبراهيم بودربالة رئيس المجلس مستقل
سوسن المبروك نائبة الرئيس مستقلة
الأنور المرزوقي نائب الرئيس مستقل

## مكتب مجلس نواب الشعب

### الصلاحيات
يتولى تسيير مجلس نواب الشعب في تونس إلى جانب الرئيس والنائبين هيكل يسمى «مكتب مجلس نواب الشعب» وينص النظام الداخلي للمجلس على أن صلاحيات المجلس هي:
- الإشراف على حسن سير مختلف أعمال المجلس ودواليبه واتخاذ إلاجراءات التي يراها مناسبة في الغرض.
- الإشراف على شؤون المجلس إلادارية والمالية.
- إعداد ميزانية المجلس والمصادقة عليها وإلاشراف على تنفيذها ومراقبتها.
- اتخاذ الإجراءات الكفيلة بتيسير اضطلاع أعضاء المجلس بمهامهم.
- بحث الوسائل المتعلقة بتأمين نشاط الكتل.
- وضع برنامج العمل التشريعي والنيابي عموما للمجلس خلال المدة التي يضبطها على ألا تقل عن شهر بصفة مسبقة.
- إقرار جدول أعمال الجلسات العامة وضبط روزنامة عمل المجلس، ولمشاريع رئيس الحكومة ورئيس الجمهورية أولوية النظر.
- تشكيل الوفود التي تمثل المجلس واختيار رؤسائها إلا إذا كان الرئيس أو أحد نائبيه من أعضائها فتكون له الرئاسة.
- وضع الهيكل التنظيمي لإدارة المجلس.
- معاينة كافة حالات الشغور بالمجلس والإذن بإعلانها أمام الجلسة العامة.

### التركيبة
| المهمة                                                                           | العضو              | الكتلة                   |
| -------------------------------------------------------------------------------- | ------------------ | ------------------------ |
| رئيس مجلس نواب الشعب                                                             | إبراهيم بودربالة   | غير منتمي                |
| نائبة رئيس مجلس نواب الشعب                                                       | سوسن المبروك       | كتلة الأحرار             |
| نائب رئيس مجلس نواب الشعب                                                        | الأنور المرزوقي    | الكتلة الوطنية المستقلة  |
| نائب مساعد للرئيس مُكلّف بشؤون التّشريع                                             | حسام محجوب         | كتلة الأمانة والعمل      |
| نائب مساعد للرئيس مُكلّف بالعلاقات مع رئاسة الجمهورية والحكومة                     | سامي بن عبد العالي | الكتلة الوطنية المستقلة  |
| نائب مساعد للرئيس مُكلّف بالعلاقات مع الوظيفة القضائية والهيئات الدستورية والوطنية | بدر الدين القمودي  | كتلة الخط الوطني السيادي |
| نائب مساعد للرئيس مُكلّف بالعلاقة مع المجلس الوطني للجهات والأقاليم                | أيمن البوغديري     | كتلة لينتصر الشعب        |
| نائب مساعد للرئيس مُكلّف بالعلاقات الخارجية وبالتونسيين بالخارج والهجرة            | عزالدين التايب     | كتلة صوت الجمهورية       |
| نائب مساعد للرئيس مُكلّف بالعلاقات مع المواطن والمجتمع المدني                      | محمد أمين الورغي   | كتلة صوت الجمهورية       |
| نائب مساعد للرئيس مُكلّف بالإعلام والاتصال                                         | سيرين المرابط      | كتلة الأحرار             |
| نائب مساعد للرئيس مُكلّف بالتصرّف العام                                             | الفاضل بنتركية     | الكتلة الوطنية المستقلة  |
| نائب مساعد للرئيس مكلّف بالإصلاحات الكبرى                                         | رياض جعيدان        | غير منتمي                |
| نائب مساعد للرئيس مُكلّف بشؤون النواب                                              | عواطف الشنيتي      | غير منتمية               |

## الأعضاء

### الأحزاب عند انتخاب المجلس
بسبب مقاطعة أغلب الأحزاب في البلاد، أعلنت حركة الشعب وحزب صوت الجمهورية برئاسة علي الحفصي فقط عن فوز بعض مرشحيهم في الانتخابات التشريعية لعام 2022.
يتكون المجلس من 130 رجلا (80.74%) و24 امرأة (14.91%) مع خلو 7 مقاعد (4.35%).

## اللجان

### اللجان القارّة
وفقا للفصل 49 من النظام الداخلي، فلمجلس نواب الشعب «ثلاث عشرة لجنة قارة سيادية تعهد لها مهام تشريعية ورقابية وانتخابية وتتولى، في هذا الإطار، بالخصوص دراسة مشاريع ومقترحات القوانين المعروضة على المجلس لمناقشتها وإدخال ما تراه من تعديلات عليها قبل عرضها على الجلسة العامة، والنظر في جميع المسائل التي تُحال إليها ومتابعة كل الملفات والقضايا الداخلة في اختصاصها.».
| اللجنة                                                                                 | المهام | الأعضاء |
| -------------------------------------------------------------------------------------- | --- | --- |
| لجنة التشريع العام                                                                     | تختصّ بالنظّر في المشاريع والمقترحات والمسائل المتعلقّة بـ: - النظم القضائية - القوانين المدنية والجزائية والتجارية - نظام الملكية والحقوق العينية تنظر في كل مشاريع ومقترحات القوانين التي لا تدخل في اختصاص لجنة قارة أخرى. | - ياسر القوراري (رئيس) - صالح المباركي (نائب رئيس) - ظافر الصغيري (مقرر) - حسن بن علي - لطفي الهمامي - عبد السلام الدحماني - فتحي المشرقي - مليك كمون - يوسف التومي - مختار عبد المولى - فوزي الدعاس - معز الرياحي - وليد الحاجي - بسمة الهمامي - مختار عيفاوي       |
| لجنة الحقوق والحريات                                                                   | تختصّ بالنظر في المشاريع والمقترحات والمسائل المتعلقّة بـ: - الحريات العامة وحقوق الإنسان - الجنسية - الشّؤون الديّنية - المجتمع المدني والإعلام | - هالة جاب الله (رئيسة) - فاتن النصيبي (نائبة رئيس) - محمد علي (مقرر) - عماد أولاد جبريل - الطيب طالبي - سامي الحاج عمر - فخري عبد الخالق - حمدي بن صالح - فاطمة المسدي - النوري الجريدي                                                                             |
| لجنة العلاقات الخارجية والتعاون الدولي وشؤون التونسيين بالخارج والهجرة                 | تختصّ بالنظر في المشاريع والمقترحات والمسائل المتعلقة بـ: - العلاقات الخارجية والتعاون الدولي - المعاهدات والاتفاقيات الدولية - شؤون التونسيين بالخارج والهجرة | - عزيز بن الأخضر (رئيس) - عمار العيدودي (نائب رئيس) - طارق الربعي (مقرر) - عبد الحافظ الوحيشي - كمال كرعاني - عمر برهومي - أيمن نقرة - بوبكر بن يحيى - أسماء درويش - معز بن يوسف                                                                                     |
| لجنة المالية والميزانية                                                                | تختصّ بالنظّر في المشاريع والمقترحات والمسائل المتعلقة بــ: - قانون المالية - الميزانية - الدين العمومي والقروض والتعهّدات المالية للدوّلة - العملة والصرف - النظام الجبائي والجمركي - القطاع البنكي - قطاع التأمين | - عصام شوشان (رئيس) - عبد الجليل الهاني (نائب رئيس) - عصام البحري الجابري (مقرر) - نبيل حامدي - ماهر الكتاري - مسعود قريرة - إبراهيم حسين - الناصر الشنوفي - علي زغدود - عبد السلام حمروني - محمد بن حسين - مصطفى البوبكري - عادل بوسالمي - زياد الماهر - ريم الصغير |
| لجنة التخطيط الاستراتيجي والتنمية المستدامة، والنقل والبنية التحتية والتهيئة العمرانية | تختص بالنظّر في المشاريع والمقترحات والمسائل المتعلقة بــ: - المخططات التنموية - المؤسسات والمنشآت العمومية - الشراكة والاستثمار - التشغيل - متابعة وتقييم السياسات العمومية. - النقل - التجهيز والإسكان والتهيئة الترابية والعمرانية | - شفيق الزعفوري (رئيس) - معز برك الله (نائب رئيس) - صالح السالمي (مقرر) - آمال المؤدب - سفيان بن حليمة - طارق المهدي - حمدي بن عبد العالي - صابر الجلاصي - ثامر المزهود - نورة الشبراك                                                                               |
| لجنة الفلاحة والأمن الغذائي والمائي والصيد البحري                                      | تختصّ بالنظّر في المشاريع والمقترحات والمسائل المتعلقة بـ: - الفلاحة والصيد البحري والأمن الغذائي والمائي - الغابات - المياه والسدود | - صالح الفرشيشي (رئيس) - محمد الشعباني (نائب رئيس) - محمد أمين مباركي (مقرر) - عماد الدين سديري - عبد الستار الزارعي - طاهر منصور - فيصل الصغير - حسن جربوعي - بلال المشري - محمد بن سعيد                                                                            |
| لجنة الصناعة والتجارة والثروات الطبيعية والطاقة والبيئة                                | تختصّ بالنظّر في المشاريع والمقترحات والمسائل المتعلقّة بـ: - الصناعة والطاقة والمناجم - الطاقات البديلة - الاتفاقيات وعقود الاستثمار المتعلقة بالثروات الوطنية - الصناعات التحويلية الغذائية - التجارة وتنمية الصادرات - البيئة - المنافسة - الإنتاج والمبادلات التجارية | - محمد ماجدي (رئيس) - بثينة الغانمي (نائب رئيس) - ريم المعشاوي (مقرر) - جلال خدمي - سامي التوجاني - سامي السيد - محمد علي فنيرة - عمر بن عمر - شكري البحري - نور الهدى سبائطي                                                                                        |
| لجنة السياحة والثقافة والخدمات والصناعات التقليدية                                     | تختصّ بالنّظر في المشاريع والمقترحات والمسائل المتعلّقة بــ: - السياحة - الخدمات - الصناعات التقليدية - الثقافة والتراث | - ياسين مامي (رئيس) - مريم الشريف (نائبة رئيس) - أحمد بنور (مقرر) - حمادي غيلاني - ضحى السالمي - ماجدة الورغي - رمزي الشتوي - بديس بالحاج علي - سيرين بوصندل - محمد الهادي العلاني                                                                                   |
| لجنة الصحة وشؤون المرأة والأسرة والشّؤون الاجتماعية وذوي الإعاقة                        | تختصّ بالنظّر في المشاريع والمقترحات والمسائل المتعلقّة بــ: - الصحة و الرّعاية الاجتماعية - الضمان الاجتماعي والعلاقات المهنية - شؤون المرأة والأسرة والطفولة والمسنين وشؤون ذوي الإعاقة | - نبيه ثابت (رئيس) - علي بوزوزية (نائب رئيس) - رؤوف الفقيري (مقرر) - محسن هرمي - عبد القادر عمار - منال بديدة - فتحي رجب - رياض بلال - أيمن المرعوي - المنصف المعلول                                                                                                 |
| لجنة التربية والتكوين المهني والبحث العلمي والشباب والرياضة                            | تختصّ بالنظّر في المشاريع والمقترحات والمسائل المتعلقة بــ: - التربية والتعليم - التكوين المهني - البحث العلمي - الشباب والترّفيه والرياضة | - فخر الدين فضلون (رئيس) - نجلاء اللحياني (نائبة رئيس) - نجيب عكرمي (مقرر) - نزار الصديق - كمال فراح - عبد الرزاق عويدات - حاتم لباوي - مها عامر - محمد اليحياوي - ألفة المرواني                                                                                     |
| لجنة تنظيم الإدارة وتطويرها والرقمنة والحوكمة ومكافحة الفساد                           | تختصّ بالنظّر في المشاريع والمقترحات والمسائل المتعلقة بــ: - التطوير الإداري والرقمنة - تكنولوجيات الاتصال والتواصل - الاقتصاد الرقمي - الحوكمة والتصرّف في المال العام - دراسة التقارير الرقابية - متابعة الملفات والمسائل المتعلّقة بالفساد الإداري والمالي - تنظيم الجماعات المحلية والجهوية - متابعة ملف الأملاك المصادرة والأموال المنهوبة                                               | - رضا دلاعي (رئيس) - سامي الرايس (نائب رئيس) - مراد الخزامي (مقرر) - عبد العزيز شعباني - ماهر بوبكر الحضري - منير الكموني - صابر المصمودي - رشدي الرويسي - محمود شلغاف - لطفي سعداوي                                                                                 |
| لجنة الدفاع والأمن والقوات الحاملة للسلاح                                              | تختصّ بالنّظر في مشاريع ومقترحات القوانين المتعلقة بـ: - تنظيم الجيش الوطني - تنظيم قوات الامن الداخلي والديوانة - الضمانات الأساسية الممنوحة للموظفين المدنيين والعسكريين وكل المسائل المتعلقة بالأمن والدفاع والقوات الحاملة للسلاح. | - عادل ضياف (رئيس) - خالد حكيم مبروكي (نائب رئيس) - ثابت العابد (مقرر) - إلياس بوكوشة - غسان يامون - محمود العامري - محمد ضو - عبد الحليم بوسمة - صالح الصيادي - أحمد سعيدان                                                                                         |
| لجنة النظام الداخلي والقوانين الانتخابية والقوانين البرلمانية والوظيفة الانتخابية      | تختصّ بالنظر في المشاريع والمقترحات والمسائل المتعلقة بــ: - العمل البرلماني - القوانين الانتخابية - مشاريع تنقيح النظام الداّخلي وكيفية تطبيق أحكامه. - المسائل المتعلّقة بالحصانة. وتكون جلساتها المتعلقة بالحصانة سرية. - القيام بكل الأعمال المـوكولة إليها بقرار من الجلسة العامة أو بموجب نصوص قانونية في إطار المهام الانتخابية المسندة لمجلس نواب الشعب لانتخاب أعضاء في بعض الهيئات. | - محمد أحمد (رئيس) - حاتم الهواوي (نائب رئيس) - يوسف طرشون (مقرر) - أيمن بن صالح - عبد القادر بن زينب - زينه جيب الله - سنياء بن المبروك - حسن بوسامة - هشام حسني - يسري البواب                                                                                      |

## المقر
حتى 2011، كان مقر مجلس النواب القديم في قصر باردو، ومجلس المستشارين في مقر مجانب لمجلس النواب.

بعد الثورة التونسية في 2011، استغلت الهيئة العليا لتحقيق أهداف الثورة والإصلاح السياسي والانتقال الديمقراطي مقر مجلس المستشارين كمقر لها، حتى انتخاب المجلس التأسيسي.

بين 2011 و2014، تم انتخاب المجلس الوطني التأسيسي التونسي الذي جعل من قصر باردو مقرا له.

منذ 2 ديسمبر 2014، واصل مجلس نواب الشعب استغلال قصر باردو كمقر له.

## مقالات ذات صلة
- سياسة تونس.
- البرلمان التونسي.
- الانتقال الديمقراطي في تونس.

## روابط خارجية
- الموقع الرسمي لمجلس نواب الشعب.